# Cromel
Cromel és el nom d'un grup d'aliatges del crom, Cr (cromel A: 20% de crom i 80% de níquel; cromel C: 16% de crom, 60% de níquel i 24% de ferro) emprats per a fabricar resistències elèctriques i material resistent a l'oxidació, a la fatiga tèrmica i a les temperatures altes.
| CARACTERÍSTIQUES:                         |                             |
| ----------------------------------------- | --------------------------- |
| Coeficient de variació amb la temperatura | 0.00032 K−1                 |
| Resistivitat elèctrica                    | 0.706 µΩ m                  |
| Propietats mecàniques                     |                             |
| Deformació                                | <44%                        |
| Resiliència (Izod)                        | 108 J m−1                   |
| Mòdul d'elasticitat                       | 186 GPa                     |
| Resistència                               | 620–780 MPa                 |
| Propietats físiques                       |                             |
| Densitat                                  | 8.5 g cm−3                  |
| Punt de fusió                             | 1420 °C                     |
| Propietats tèrmiques                      |                             |
| Coeficient de dilatació tèrmica           | 12.8×10−6 K−1 at 20–1000 °C |
| Temperatura màxima d'utilització a l'aire | 1100 °C                     |
| Conductivitat tèrmica                     | 19 W m−1 K−1 a 23 °C        |

## Cromel A
Cromel A és un aliatge que conté un 80% de níquel i el 20% crom (en pes). S'utilitza per la seva excel·lent resistència a alta temperatura de corrosió i oxidació. També comunament és anomenat Nicrom 80-20 i és utilitzat per a calefactors elèctrics.

## Cromel C
Cromel C és un aliatge que conté un 60% de níquel, 16% de crom i 24% el ferro. També es denomina comunament Nicrom 60 i s'utilitza per a calefactors, resistències de inductorrs i talladors de filferro calent.